# Три дев'ятки (фільм)
«Три дев'ятки» (англ. Triple 9) — американський кримінальний трилер режисера Джона Гіллкоута, що вийшов 2016 року. У головних ролях Кейсі Аффлек, Чіветел Еджіофор, Ентоні Макі.
Вперше фільм продемонстрували 19 лютого 2016 року у Великій Британії та Ірландії, а в Україні у широкому кінопрокаті показ фільму розпочався 3 березня 2016 року.

## Сюжет
Корумпованих поліцейських і місцевих злочинців шантажує російська мафія, намагаючись змусити їх здійснити пограбування. Не маючи іншого вибору, копи придумують хитромудрий план крадіжки: одна група вбиває новачка поліцейського, а інша у той час здійснює пограбування.

## У ролях
| Актор                    | Персонаж        | Роль                    |
| ------------------------ | --------------- | ----------------------- |
| Кейсі Аффлек             | Кріс Аллен      | поліцейський            |
| Ентоні Макі              | Маркус Бельмонт | корумпований детектив   |
| Чиветел Еджіофор         | Майкл Етвуд     | колишній морський котик |
| Кліфтон Коллінз-молодший | Франко Родрігес | корумпований детектив   |
| Аарон Пол                | Ґейб Велх       | колишній поліцейський   |
| Норман Рідус             | Рассел Велх     | колишній морський котик |
| Вуді Гаррельсон          | Джеффрі Аллен   | детектив поліції        |
| Кейт Вінслет             | Ірина Власов    |                         |
| Галь Гадот               | Єлена Власлов   |                         |
| Тереза Палмер            | Мішель Аллен    |                         |

## Створення фільму

### Знімальна група
- Кінорежисер — Джон Гіллкоут
- Сценарист — Метт Кук
- Кінопродюсери — Марк Бутан, Бард Доррос, Ентоні Катаґас, Кіт Редмон, Крістофер Вудро
- Виконавчі продюсери — Марія Кестоун, Моллі Коннерс, Ізабель Дос Сантос, Кімберлі Фокс, Стів Ґолін, Пол Ґрін, Сара Джонсон
- Композитори — Аттікус Росс, Боббі Крлік, Леопольд Росс, Клаудія Сарне
- Кінооператор — Ніколя Каракацаніс
- Кіномонтаж — Ділан Тіченор
- Підбір акторів — Крейґ Фінкенон, Ліза Мей Фінкенон
- Художник-постановник — Тім Ґраймс
- Художник по костюмах — Марго Вілсон[8].

### Виробництво
Перша згадка про роботу над фільмом датується серединою 2010 року, коли було повідомлено, що режисер Джон Гіллкоут ще веде перемовини, проте він зацікавлений у сценарії. Спочатку на головну роль запрошували Шаю Лабафа, якого потім замінив Чарлі Ганнем, проте наприкінці 2013 року остаточно на роль було затверджено Кейсі Аффлека. Зйомки розпочалися 28 травня 2014 року в Атланті, штат Джорджія.

## Сприйняття

### Оцінки і критика
Фільм отримав змішані відгуки: Rotten Tomatoes дав оцінку 55 % на основі 113 відгуків від критиків (середня оцінка 5,8/10) і 51 % від глядачів зі середньою оцінкою 3,3/5 (14 809 голосів). Загалом на сайті фільми має поганий рейтинг, фільму зарахований «гнилий помідор» від кінокритиків і «розсипаний попкорн» від глядачів, Internet Movie Database — 6,7/10 (2 745 голосів), Metacritic — 52/100 (40 відгуків критиків) і 7,3/10 від глядачів (20 голосів). Загалом на цьому ресурсі від критиків фільм отримав змішані відгуки, а від глядачів — схвальні.
Роксана Рублевська і Юлія Купріна оглядаючи фільм зазначили, що «в інших руках сюжет „Трьох дев'яток“ міг би перетворитися на фарс, а в Гіллкоута стрічка вийшла міцним трилером із декількома несподіваними сюжетними ходами вже майже у фіналі»

### Касові збори
Під час показу у США, що розпочався 26 лютого 2016 року, протягом першого тижня фільм був показаний у 2 205 кінотеатрах і зібрав 6 109 085 $, що на той час дозволило йому зайняти 5 місце серед усіх прем'єр. Станом на 28 лютого 2016 року показ фільму триває 3 дні (0,4 тижня), зібравши за цей час у прокаті у США 6 109 085 доларів США, а у решті світу 2 500 000 $, тобто загалом 8 609 085 $ при бюджеті 20 млн доларів США.

### Виноски
1. 1 2  Triple 9: Release Info (англ.). Internet Movie Database. Архів оригіналу за 11 жовтня 2015. Процитовано 19 лютого 2016.
2. 1 2  Три дев'ятки. Kino-teatr.ua. Архів оригіналу за 10 лютого 2016. Процитовано 19 лютого 2016.
3. 1 2  Anthony D'Alessandro (24 лютого 2016). ‘Deadpool’ Will Cuss Out ‘Gods Of Egypt’, ‘Eddie The Eagle’ & ‘Triple 9’ – Box Office Preview (англ.). deadline.com. Архів оригіналу за 28 лютого 2016. Процитовано 1 березня 2016.
4. 1 2  Triple 9 (англ.). Box Office Mojo. Архів оригіналу за 29 лютого 2016. Процитовано 1 березня 2016.
5. 1 2 3 4  Triple 9 (2016) (англ.). The Numbers. Архів оригіналу за 12 березня 2016. Процитовано 1 березня 2016.
6. ↑  Triple 9 (2016) (англ.). AllMovie. Архів оригіналу за 21 лютого 2016. Процитовано 19 лютого 2016.
7. ↑  Дарія Сєчкова (3 березня 2016). Побачення із Зеленським та двері в світ мертвих - кінопрем'єри 3 березня. Gazeta.ua. Архів оригіналу за 4 березня 2016. Процитовано 4 березня 2016.
8. ↑  Triple 9: Full Cast & Crew (англ.). Internet Movie Database. Процитовано 19 лютого 2016.
9. ↑  Jeff Sneider (10 серпня 2010). Exclusive: Shia LaBeouf, John Hillcoat Circling ‘Triple Nine’ (англ.). TheWrap. Архів оригіналу за 4 березня 2016. Процитовано 19 лютого 2016.
10. ↑  Kevin Jagernauth (13 грудня 2013). Charlie Hunnam Out, Casey Affleck In For 'Triple Nine'; Chiwetel Ejiofor & Michael B. Jordan Also Join (англ.). The Playlist. Архів оригіналу за 30 травня 2014. Процитовано 19 лютого 2016.
11. ↑  Ramona DeBreaux (28 травня 2014). Casting Call 5/28 – 6/4 What’s Filming In Atlanta, And Who They’re Looking For (англ.). cbslocal.com. Архів оригіналу за 23 лютого 2016. Процитовано 19 лютого 2016. [Архівовано 23 лютого 2016 у Wayback Machine.]
12. ↑  Triple 9 (англ.). Rotten Tomatoes. Архів оригіналу за 4 квітня 2021. Процитовано 1 березня 2016.
13. ↑  Triple 9 (англ.). Internet Movie Database. Архів оригіналу за 1 березня 2016. Процитовано 1 березня 2016.
14. ↑  Triple 9 (англ.). Metacritic. Архів оригіналу за 26 листопада 2020. Процитовано 1 березня 2016.
15. ↑  Роксана Рублевська, Юлія Купріна (3 березня 2016). Прем'єри тижня: «По той бік дверей» і «Три дев'ятки». Forbes.ua. Архів оригіналу за 5 березня 2016. Процитовано 5 березня 2016.